# 琼山郡
琼山郡，中国唐朝时设置的郡。
天宝元年（742年）改琼州置，治所在琼山县（今海南省海口市琼山区东南）。辖境相当今海南省海口、定安、屯昌、临高、琼海等市县地。乾元元年（758年）复为琼州。